# Ōza 1958
L'Ōza 1958 è stata la sesta edizione del torneo goistico giapponese Ōza.

## Svolgimento
- W indica vittoria col bianco
- B indica vittoria col nero
- X indica la sconfitta
- +R indica che la partita si è conclusa per abbandono
- +N indica lo scarto dei punti a fine partita
- +F indica la vittoria per forfeit
- +T indica la vittoria per timeout
- +? indica una vittoria con scarto sconosciuto
- V indica una vittoria in cui non si conosce scarto e colore del giocatore

|  | Primo turno         | Primo turno         | Primo turno |  |  | Secondo turno       | Secondo turno       | Secondo turno      |       |                 | Semifinali  | Semifinali  | Semifinali |  |  | Finale | Finale | Finale |
|  |                     |                     |             |  |  |                     |                     |                    |       |                 |             |             |            |  |  |        |        |        |
|  |                     |                     |             |  |  |                     |                     |                    |       |                 |             |             |            |  |  |        |        |        |
|  |                     |                     |             |  |  | Dogen Handa         | Dogen Handa         | V                  |       |                 |             |             |            |  |  |        |        |        |
|  | Hideyuki Fujisawa   | Hideyuki Fujisawa   |             |  |  | Toshihiro Shimamura | Toshihiro Shimamura |                    |       |                 |             |             |            |  |  |        |        |        |
|  | Toshihiro Shimamura | Toshihiro Shimamura | W+?         |  |  |                     |                     |                    |       | Dogen Handa     | Dogen Handa | W+R         |            |  |  |        |        |        |
|  | Shoji Hashimoto     | Shoji Hashimoto     | W+1,5       |  |  |                     | Hidehiro Miyashita  | Hidehiro Miyashita |       |                 |             |             |            |  |  |        |        |        |
|  | Minoru Kitani       | Minoru Kitani       |             |  |  | Shoji Hashimoto     | Shoji Hashimoto     |                    |       |                 |             |             |            |  |  |        |        |        |
|  |                     |                     |             |  |  | Hidehiro Miyashita  | Hidehiro Miyashita  | V                  |       |                 |             |             |            |  |  |        |        |        |
|  |                     |                     |             |  |  |                     |                     |                    |       |                 | Dogen Handa | Dogen Handa | 0          |  |  |        |        |        |
|  | Utaro Hashimoto     | Utaro Hashimoto     | B+R         |  |  |                     | Hosai Fujisawa      | Hosai Fujisawa     | 2     |                 |             |             |            |  |  |        |        |        |
|  | Reiki Magari        | Reiki Magari        |             |  |  | Utaro Hashimoto     | Utaro Hashimoto     | B+1,5              |       |                 |             |             |            |  |  |        |        |        |
|  |                     |                     |             |  |  | Tatsuaki Iwata      |                     |                    |       |                 |             |             |            |  |  |        |        |        |
|  |                     |                     |             |  |  |                     |                     |                    |       | Utaro Hashimoto |             |             |            |  |  |        |        |        |
|  | Kaoru Iwamoto       | Kaoru Iwamoto       | W+0,5       |  |  |                     | Hosai Fujisawa      | Hosai Fujisawa     | W+5,5 |                 |             |             |            |  |  |        |        |        |
|  | Kaku Takagawa       | Kaku Takagawa       |             |  |  | Kaoru Iwamoto       | Kaoru Iwamoto       | W+5,5              |       |                 |             |             |            |  |  |        |        |        |
|  |                     |                     |             |  |  | Hosai Fujisawa      |                     |                    |       |                 |             |             |            |  |  |        |        |        |
|  |                     |                     |             |  |  |                     |                     |                    |       |                 |             |             |            |  |  |        |        |        |

## Finale
La finale è una sfida al meglio delle tre partite.